# گئورگ اوتس
گئورگ اوتس (استونیایی: Georg Ots; ۲۱ مارس ۱۹۲۰ – ۵ سپتامبر ۱۹۷۵) خواننده اپرا و هنرپیشه اهل استونی بود.
وی همچنین برندهٔ جوایزی همچون جایزه دولتی اتحاد شوروی، جایزه هنرمند مردمی اتحاد جماهیر شوروی و نشان لنین شده‌است.